# محمد در اروپا
محمد در اروپا: هزار سال افسانه‌سازی غربی، زندگی‌نامهٔ پیامبر اسلام نوشتهٔ مینو صمیمی،  نویسندهٔ ایرانی است که در سال ۲۰۰۰ از سوی انتشارات دانشگاه نیویورک منتشر شد. 

## نمای کلی
این کتاب نه تنها در مورد زندگی محمد صحبت می‌کند، بلکه روابط و درگیری‌های بین دنیای غرب و جهان اسلام را نیز مورد بحث قرار می‌دهد. این کتاب همچنین تأثیری را که نگرش‌های غربی بر روان مسلمانان داشته است مورد بحث قرار می‌دهد و تلاش می‌کند تا نگرش‌های متنوع بسیاری از مسلمانان مدرن را نسبت به دنیای غرب امروز توضیح دهد.  </link>